# Hayley Jones
Hayley Jones (Nantwich, 14 settembre 1988) è una velocista britannica.

## Palmarès
| Anno | Manifestazione    | Sede       | Evento      | Risultato | Prestazione | Note |
| ---- | ----------------- | ---------- | ----------- | --------- | ----------- | ---- |
| 2006 | Mondiali juniores | Pechino    | 4×100 m     | 6ª        | 44"74       |      |
| 2007 | Europei juniores  | Hengelo    | 200 m piani | Oro       | 23"37       |      |
| 2007 | Europei juniores  | Hengelo    | 4×100 m     | Oro       | 44"52       |      |
| 2007 | Europei juniores  | Hengelo    | 4×400 m     | Argento   | 3'37"29     |      |
| 2010 | Europei           | Barcellona | 4×100 m     | Batteria  | 44"09       |      |
| 2012 | Europei           | Helsinki   | 4×100 m     | Batteria  | dq          |      |
| 2013 | Mondiali          | Mosca      | 4×100 m     | Bronzo    | 42"87       |      |